# Eugenia Martínez Vallejo
Eugenia Martínez Vallejo (1674 - 1699) era uma jovem espanhola que ganhou notoriedade por seu grande tamanho e peso, contemporaneamente considerados como resultado da Síndrome de Prader-Willi.

## Biografia
Vallejo nasceu na pequena aldeia de Merindad de Montija, Burgos, Espanha em 1674, filha de Antonia de la Bodega e José Martínez Vallejo. Seus pais eram pobres e sua mãe deu à luz em uma igreja depois que sua bolsa estourou durante a missa.
Quando criança, Vallejo tinha um apetite decente e qualquer ganho de peso inicial era considerado um sinal fortuito, já que os padrões médicos e estéticos da idade consideravam estruturas ligeiramente mais pesadas nas mulheres. Quando completou um ano de idade, já pesava 25 kg.
Aos seis anos, Vallejo já pesava 70 kg. A notícia de sua condição se espalhou por Madri, e foi nessa idade que ela foi convocada para comparecer à corte do regente espanhol Carlos II em 1680. O rei ficou tão fascinado por sua aparência que pediu ao pintor da corte, Juan Carreno de Miranda, um notável retratista barroco, que criasse dois retratos de corpo inteiro dela - um vestido em traje formal e outro nu. As pinturas são intituladas O Monstro - Vestido e O Monstro - Nu, respectivamente.
Na corte, ela desempenhava as funções de bobo da corte, sua aparência servindo como fonte de choque e diversão. Essa situação não era incomum para pessoas com deformidades físicas significativas durante esse tempo - muitos monarcas mantinham pessoas desfiguradas e deficientes em suas cortes, frequentemente exibindo-as para entretenimento. Apesar de sua presença na corte, não há registros de acomodação financeira a ela concedida e, portanto, é inteiramente provável que ela só tenha sido trazida durante certos eventos como entretenimento. Os dois retratos são atualmente mantidos pelo Museu do Prado em Madri.